# 繰り上げ当選
繰り上げ当選（くりあげとうせん）は、選挙や抽選において上位に欠員（失格者・降格者を含む）が出た場合に下位の者が繰り上げされて当選することをいう。
現代日本の公職選挙においては欠員が発生した場合、次点候補が繰り上げとなって当選すること。中央選挙管理会告示など公式の場では「繰上補充による当選」と表記される。
以下、本項では選挙における繰り上げ当選について解説する。

## 概説
現代日本では公職選挙法に基づいて、法定得票数を超えていた落選者の中で最下位当選者の次に得票をしていた候補を次点として置いたり、比例区の政党名簿における最下位当選者の次の順位の候補を次点として置いたりする。当選者が死亡したり、辞職したりして、欠員が出た場合に次点者を繰り上げ当選とする。
現代日本の選挙の場合、比例区においてはその選挙で選ばれた議員の任期が終了するまで行うことができるが、参議院の選挙区選出議員や地方議会の議員の選挙については、選挙区の定数にかかわらず、選挙日から3カ月に限られている。
なお、地方公共団体の首長や1996年（平成8年）以降の衆議院の小選挙区選出議員については原則として繰上補充は認められていない。ただし、かつては1993年（平成5年）までの衆議院中選挙区制選出議員については、選挙日から3カ月に限って繰り上げ当選が認められていた。いずれの選挙においても、票が同数でくじで当選人を選んだ場合に限り、当選人の任期が終了するまで、欠員が生じた場合にくじに外れた者は繰り上げ当選の対象となる。
参議院の選挙区選出議員や地方議会の議員の場合、選挙直後に、選挙違反などの刑事事件が発覚し、議員が辞職する場合、選挙日から3カ月以内に辞職したときは次点者が繰り上げ当選となり、また、選挙日より3カ月を超えて辞職したときは欠員のまま（場合により補欠選挙が行われる）となることから、結果として、辞職議員に次点者を繰り上げ当選させるか否かの選択権を与えていることになる。
衆議院議員総選挙および参議院議員通常選挙の比例代表において、一党の名簿登載候補者が全員当選した場合は、欠員となっても繰り上げ当選はされず、欠員が定数の4分の1以上になることに伴う補欠選挙、あるいは参議院議員通常選挙と合併して行われる参議院比例代表の補欠選挙が行われない限り、解散もしくは任期満了になるまで欠員となる。
政党が解党などで比例名簿を取り下げた場合、欠員が出ても繰り上げ当選はされず補欠選挙が行われない限り、解散もしくは任期満了になるまで欠員となる。
ただし、（法制上）解党した政党であっても比例名簿の取り下げを行わない限りは、その名簿は任期期間中は有効となるため、繰上当選決定時に立候補時と別の政党に所属する場合もあり得る。また（法制上）解党した政党の事実上後継となった政党であっても、選挙時の解党した政党の比例名簿から登載者の削除を行う事は公職選挙法の規定でできない。
ただし、繰り上げ時点で死去・刑の確定・日本国籍の離脱などにより被選挙権を失っていた場合や、連座制の適用により立候補を禁止されていた場合には繰り上げ当選の対象とならない。また、他の公職や公務員など、兼任できない職にある者が繰り上げ当選の対象となった場合、当選通知から5日以内に職を辞した旨の通知を行わない限り、繰り上げ当選は無効となり（公職選挙法・第103条第2項）、次順位の者が繰り上げ当選の対象となる。
繰り上げ当選の対象となった者が他の公職選挙に立候補中の場合、5日以内に繰り上げ当選を辞退する旨の申し出が可能である。届け出を行わない場合には繰り上げ当選が有効となり、他の選挙の立候補は取り下げ扱いとなる（公職選挙法・第103条第4項）。

## 日本における繰り上げ当選の例

### 衆議院選挙における繰り上げ当選の例
| 年月                   | 当選者                 | 選挙区                 | 失職議員               | 失職事由                                             |
| ---------------------- | ---------------------- | ---------------------- | ---------------------- | ---------------------------------------------------- |
| 1952年（昭和27年）10月 | 第25回衆議院議員総選挙 | 第25回衆議院議員総選挙 | 第25回衆議院議員総選挙 | 第25回衆議院議員総選挙                               |
| 1953年（昭和28年）1月  | 江藤夏雄               | 佐賀県全県区           | 愛野時一郎             | 死去                                                 |
| 1955年（昭和30年）2月  | 第27回衆議院議員総選挙 | 第27回衆議院議員総選挙 | 第27回衆議院議員総選挙 | 第27回衆議院議員総選挙                               |
| 1955年（昭和30年）4月  | 堀川恭平               | 兵庫県第4区            | 小畑虎之助             | 死去                                                 |
| 1955年（昭和30年）5月  | 小林錡                 | 愛知県第4区            | 永田安太郎             | 死去                                                 |
| 1955年（昭和30年）6月  | 山本猛夫               | 岩手県第1区            | 野原正勝               | 被選挙資格喪失                                       |
| 1958年（昭和33年）5月  | 第28回衆議院議員総選挙 | 第28回衆議院議員総選挙 | 第28回衆議院議員総選挙 | 第28回衆議院議員総選挙                               |
| 1958年（昭和33年）8月  | 菊池義郎               | 東京都第2区            | 松岡駒吉               | 死去                                                 |
| 1958年（昭和33年）8月  | 野田武夫               | 神奈川県第2区          | 山本正一               | 辞職（鎌倉市長選立候補準備）                         |
| 1958年（昭和33年）8月  | 保科善四郎             | 宮城県第1区            | 本間俊一               | 死去                                                 |
| 1960年（昭和35年）11月 | 第29回衆議院議員総選挙 | 第29回衆議院議員総選挙 | 第29回衆議院議員総選挙 | 第29回衆議院議員総選挙                               |
| 1960年（昭和35年）12月 | 中村三之丞             | 京都府第1区            | 水谷長三郎             | 死去                                                 |
| 1967年（昭和42年）1月  | 第31回衆議院議員総選挙 | 第31回衆議院議員総選挙 | 第31回衆議院議員総選挙 | 第31回衆議院議員総選挙                               |
| 1967年（昭和42年）3月  | 小沢貞孝               | 長野県第4区            | 唐沢俊樹               | 死去                                                 |
| 1976年（昭和51年）12月 | 第34回衆議院議員総選挙 | 第34回衆議院議員総選挙 | 第34回衆議院議員総選挙 | 第34回衆議院議員総選挙                               |
| 1976年（昭和51年）12月 | 千葉千代世             | 千葉県第3区            | 水田三喜男             | 死去                                                 |
| 1977年（昭和52年）1月  | 稲垣実男               | 愛知県第4区            | 浦野幸男               | 死去                                                 |
| 1986年（昭和61年）7月  | 第38回衆議院議員総選挙 | 第38回衆議院議員総選挙 | 第38回衆議院議員総選挙 | 第38回衆議院議員総選挙                               |
| 1986年（昭和61年）10月 | 大矢卓史               | 大阪府第1区            | 湯川宏                 | 死去                                                 |
| 1996年（平成8年）9月   | 第41回衆議院議員総選挙 | 第41回衆議院議員総選挙 | 第41回衆議院議員総選挙 | 第41回衆議院議員総選挙                               |
| 1997年（平成9年）11月  | 中林佳子               | 比例中国（共産）       | 正森成二               | 辞職（体調不良）                                     |
| 1998年（平成10年）3月  | 東順治                 | 比例九州（新進）       | 愛野興一郎             | 死去                                                 |
| 1998年（平成10年）11月 | 奥谷通                 | 比例近畿（自民）       | 野田実                 | 当選無効（選挙違反による連座制適用）                 |
| 1999年（平成11年）1月  | 知久馬二三子           | 比例中国（社民）       | 秋葉忠利               | 辞職（広島市長選立候補準備）                         |
| 1999年（平成11年）1月  | 小島敏男               | 比例北関東（自民）     | 中島洋次郎             | 辞職（救難飛行艇汚職事件引責）                       |
| 1999年（平成11年）3月  | 水野賢一               | 比例南関東（自民）     | 石橋一弥               | 死去                                                 |
| 1999年（平成11年）7月  | 林田彪                 | 比例九州（自民）       | 東家嘉幸               | 辞職（体調不良）                                     |
| 1999年（平成11年）7月  | 渋谷修                 | 比例東京（民主）       | 山花貞夫               | 死去                                                 |
| 2000年（平成12年）2月  | 菊地董                 | 比例東海（社民）       | 前島秀行               | 死去                                                 |
| 2000年（平成12年）4月  | 七条明                 | 比例四国（自民）       | 越智伊平               | 死去                                                 |
| 2000年（平成12年）4月  | 半田善三               | 比例東海（新進）       | 福岡宗也               | 死去                                                 |
| 2000年（平成12年）6月  | 第42回衆議院議員総選挙 | 第42回衆議院議員総選挙 | 第42回衆議院議員総選挙 | 第42回衆議院議員総選挙                               |
| 2001年（平成13年）8月  | 石原健太郎             | 比例東北（自由）       | 菅原喜重郎             | 辞職                                                 |
| 2002年（平成14年）10月 | 米沢隆                 | 比例九州（民主）       | 古賀一成               | 退職（福岡6区補選立候補による自動失職）              |
| 2003年（平成15年）5月  | 津島恭一               | 比例東北（自民）       | 御法川英文             | 死去                                                 |
| 2003年（平成15年）6月  | 佐藤茂樹               | 比例近畿（公明）       | 久保哲司               | 死去                                                 |
| 2003年（平成15年）7月  | 田名部匡代             | 比例東北（民主）       | 日野市朗               | 死去                                                 |
| 2003年（平成15年）7月  | 北川知克               | 比例近畿（自民）       | 奥谷通                 | 死去                                                 |
| 2003年（平成15年）8月  | 中桐伸五               | 比例中国（民主）       | 山田敏雅               | 退職（福山市長選立候補による自動失職）               |
| 2003年（平成15年）11月 | 第43回衆議院議員総選挙 | 第43回衆議院議員総選挙 | 第43回衆議院議員総選挙 | 第43回衆議院議員総選挙                               |
| 2003年（平成15年）12月 | 木村隆秀               | 比例東海（自民）       | 近藤浩                 | 辞職（選挙違反引責）                                 |
| 2004年（平成16年）3月  | 津川祥吾               | 比例東海（民主）       | 佐藤観樹               | 辞職（秘書給与詐取事件引責）                         |
| 2004年（平成16年）4月  | 本多平直               | 比例北関東（民主）     | 木下厚                 | 辞職（埼玉8区補選立候補）                            |
| 2004年（平成16年）11月 | 田村謙治               | 比例東海（民主）       | 都築譲                 | 辞職（選挙違反引責）                                 |
| 2005年（平成17年）9月  | 第44回衆議院議員総選挙 | 第44回衆議院議員総選挙 | 第44回衆議院議員総選挙 | 第44回衆議院議員総選挙                               |
| 2005年（平成17年）12月 | 高井美穂               | 比例四国（民主）       | 五島正規               | 辞職（選挙違反引責）                                 |
| 2006年（平成18年）4月  | 池田元久               | 比例南関東（民主）     | 永田寿康               | 辞職（堀江メール問題引責）                           |
| 2006年（平成18年）12月 | 楠田大蔵               | 比例九州（民主）       | 北橋健治               | 辞職（北九州市長選立候補準備）                       |
| 2007年（平成19年）3月  | 石川知裕               | 比例北海道（民主）     | 荒井聰                 | 辞職（北海道知事選立候補準備）                       |
| 2007年（平成19年）7月  | 藤井裕久               | 比例南関東（民主）     | 長浜博行               | 退職（参院選立候補による自動失職）                   |
| 2008年（平成20年）4月  | 和田隆志               | 比例中国（民主）       | 平岡秀夫               | 退職（山口2区補選立候補による自動失職）              |
| 2009年（平成21年）5月  | 大高松男               | 比例北関東（自民）     | 中森福代               | 辞職（さいたま市長選立候補準備）                     |
| 2009年（平成21年）5月  | 泉原保二               | 比例近畿（自民）       | 鍵田忠兵衛             | 辞職（奈良市長選立候補準備）                         |
| 2009年（平成21年）8月  | 第45回衆議院議員総選挙 | 第45回衆議院議員総選挙 | 第45回衆議院議員総選挙 | 第45回衆議院議員総選挙                               |
| 2010年（平成22年）4月  | 遠山清彦               | 比例九州（公明）       | 神崎武法               | 辞職（体調不良）                                     |
| 2010年（平成22年）9月  | 中屋大介               | 比例九州（民主）       | 後藤英友               | 辞職（選挙違反引責）                                 |
| 2010年（平成22年）9月  | 浅野貴博               | 比例北海道（新党大地） | 鈴木宗男               | 退職（自らの不祥事により実刑確定、公民権喪失で失職） |
| 2010年（平成22年）10月 | 今津寛                 | 比例北海道（自民）     | 町村信孝               | 辞職（北海道5区補選立候補準備）                      |
| 2011年（平成23年）1月  | 望月義夫               | 比例東海（自民）       | 大村秀章               | 辞職（愛知県知事選立候補準備）                       |
| 2012年（平成24年）7月  | 三浦昇                 | 比例中国（民主）       | 高邑勉                 | 辞職（山口県知事選立候補準備）                       |
| 2012年（平成24年）10月 | 渡部一夫               | 比例東北（民主）       | 和嶋未希               | 辞職（酒田市長選立候補準備）                         |
| 2012年（平成24年）12月 | 第46回衆議院議員総選挙 | 第46回衆議院議員総選挙 | 第46回衆議院議員総選挙 | 第46回衆議院議員総選挙                               |
| 2013年（平成25年）5月  | 鈴木貴子               | 比例北海道（新党大地） | 石川知裕               | 辞職（陸山会事件引責）                               |
| 2013年（平成25年）12月 | 清水鴻一郎             | 比例近畿（維新）       | 東国原英夫             | 辞職                                                 |
| 2014年（平成26年）5月  | 川端達夫               | 比例近畿（民主）       | 三日月大造             | 辞職（滋賀県知事選立候補準備）                       |
| 2014年（平成26年）12月 | 第47回衆議院議員総選挙 | 第47回衆議院議員総選挙 | 第47回衆議院議員総選挙 | 第47回衆議院議員総選挙                               |
| 2015年（平成27年）10月 | 椎木保                 | 比例近畿（維新）       | 吉村洋文               | 辞職（大阪市長選立候補準備）                         |
| 2016年（平成28年）4月  | 北神圭朗               | 比例近畿（民主）       | 泉健太                 | 退職（京都3区補選立候補による自動失職）              |
| 2016年（平成28年）10月 | 田畑毅                 | 比例東京（自民）       | 若狭勝                 | 辞職（東京10区補選立候補準備）                       |
| 2017年（平成29年）7月  | 吉田泉                 | 比例東北（民主）       | 郡和子                 | 退職（仙台市長選立候補による自動失職）               |
| 2017年（平成29年）10月 | 第48回衆議院議員総選挙 | 第48回衆議院議員総選挙 | 第48回衆議院議員総選挙 | 第48回衆議院議員総選挙                               |
| 2018年（平成30年）11月 | 宮崎政久               | 比例九州（自民）       | 園田博之               | 死去                                                 |
| 2019年（平成31年）2月  | 馬淵澄夫               | 比例近畿（希望）       | 樽床伸二               | 辞職（大阪12区補選立候補準備）                       |
| 2019年（平成31年）2月  | 青山周平               | 比例東海（自民）       | 大見正                 | 退職（安城市長選立候補による自動失職）               |
| 2019年（平成31年）3月  | 吉川赳                 | 比例東海（自民）       | 田畑毅                 | 辞職                                                 |
| 2019年（平成31年）3月  | 谷田川元               | 比例南関東（希望）     | 本村賢太郎             | 辞職（相模原市長選立候補準備）                       |
| 2019年（平成31年）4月  | 清水忠史               | 比例近畿（共産）       | 宮本岳志               | 退職（大阪12区補選立候補による自動失職）             |
| 2019年（令和元年）7月  | 畦元将吾               | 比例中国（自民）       | 三浦靖                 | 退職（参院選立候補による自動失職）                   |
| 2019年（令和元年）9月  | 出畑実                 | 比例南関東（自民）     | 宮川典子               | 死去                                                 |
| 2020年（令和2年）4月   | 美延映夫               | 比例近畿（維新）       | 谷畑孝                 | 辞職（体調不良）                                     |
| 2020年（令和2年）11月  | 松尾明弘               | 比例東京（立憲）       | 初鹿明博               | 辞職                                                 |
| 2021年（令和3年）2月   | 吉田宣弘               | 比例九州（公明）       | 遠山清彦               | 辞職                                                 |
| 2021年（令和3年）8月   | 山崎摩耶               | 比例北海道（立憲）     | 本多平直               | 辞職                                                 |
| 2021年（令和3年）10月  | 小松裕                 | 比例北陸信越（自民）   | 石崎徹                 | 辞職（他党から衆院選立候補準備）                     |
| 2021年（令和3年）10月  | 第49回衆議院議員総選挙 | 第49回衆議院議員総選挙 | 第49回衆議院議員総選挙 | 第49回衆議院議員総選挙                               |
| 2022年（令和4年）4月   | 櫛渕万里               | 比例東京（れ新）       | 山本太郎               | 辞職（参院選立候補準備）                             |
| 2023年（令和5年）1月   | 瀬戸隆一               | 比例四国（自民）       | 後藤田正純             | 辞職（徳島県知事選立候補準備）                       |
| 2023年（令和5年）10月  | 中嶋秀樹               | 比例近畿（維新）       | 前川清成               | 辞職（選挙違反引責）                                 |
| 2023年（令和5年）10月  | 屋良朝博               | 比例九州（立憲）       | 末次精一               | 退職（長崎4区補選立候補による自動失職）              |
| 2024年（令和6年）4月   | 川内博史               | 比例九州（立憲）       | 山田勝彦               | 退職（長崎3区補選立候補による自動失職）              |
| 2024年（令和6年）5月   | 森由起子               | 比例東海（自民）       | 宮澤博行               | 辞職                                                 |
| 2024年（令和6年）9月   | 髙橋祐介               | 比例北海道（自民）     | 堀井学                 | 辞職（公職選挙法違反引責）                           |
| 2024年（令和6年）10月  | 第50回衆議院議員総選挙 | 第50回衆議院議員総選挙 | 第50回衆議院議員総選挙 | 第50回衆議院議員総選挙                               |

### 参議院選挙における繰り上げ当選の例
| 年月                   | 当選者                   | 選挙年                   | 選挙区                   | 退職議員                 | 退職事由                                           |
| ---------------------- | ------------------------ | ------------------------ | ------------------------ | ------------------------ | -------------------------------------------------- |
| 1950年（昭和31年）6月  | 第2回参議院議員通常選挙  | 第2回参議院議員通常選挙  | 第2回参議院議員通常選挙  | 第2回参議院議員通常選挙  | 第2回参議院議員通常選挙                            |
| 1952年（昭和37年）1月  | 小瀧彬                   | 1950年参院選             | 島根                     | 櫻内義雄                 | 当選無効                                           |
| 1956年（昭和31年）7月  | 第4回参議院議員通常選挙  | 第4回参議院議員通常選挙  | 第4回参議院議員通常選挙  | 第4回参議院議員通常選挙  | 第4回参議院議員通常選挙                            |
| 1959年（昭和37年）2月  | 上条愛一                 | 1956年参院選             | 全国                     | 小西英雄                 | 当選無効                                           |
| 1962年（昭和37年）6月  | 第6回参議院議員通常選挙  | 第6回参議院議員通常選挙  | 第6回参議院議員通常選挙  | 第6回参議院議員通常選挙  | 第6回参議院議員通常選挙                            |
| 1962年（昭和37年）9月  | 山高しげり               | 1962年参院選             | 全国                     | 松村秀逸                 | 死去                                               |
| 1965年（昭和40年）6月  | 第7回参議院議員通常選挙  | 第7回参議院議員通常選挙  | 第7回参議院議員通常選挙  | 第7回参議院議員通常選挙  | 第7回参議院議員通常選挙                            |
| 1965年（昭和40年）8月  | 達田龍彦                 | 1965年参院選             | 長崎                     | 田浦直蔵                 | 死去                                               |
| 1971年（昭和46年）6月  | 第9回参議院議員通常選挙  | 第9回参議院議員通常選挙  | 第9回参議院議員通常選挙  | 第9回参議院議員通常選挙  | 第9回参議院議員通常選挙                            |
| 1971年（昭和46年）7月  | 黒住忠行                 | 1971年参院選             | 全国                     | 山本伊三郎               | 死去                                               |
| 1971年（昭和46年）9月  | 野末陳平                 | 1971年参院選             | 全国                     | 村上孝太郎               | 死去                                               |
| 1980年（昭和55年）6月  | 第12回参議院議員通常選挙 | 第12回参議院議員通常選挙 | 第12回参議院議員通常選挙 | 第12回参議院議員通常選挙 | 第12回参議院議員通常選挙                           |
| 1980年（昭和55年）6月  | 秦豊                     | 1980年参院選             | 全国                     | 向井長年                 | 死去                                               |
| 1983年（昭和58年）7月  | 第13回参議院議員通常選挙 | 第13回参議院議員通常選挙 | 第13回参議院議員通常選挙 | 第13回参議院議員通常選挙 | 第13回参議院議員通常選挙                           |
| 1983年（昭和58年）12月 | コロムビア・トップ       | 1983年参院選             | 比例（二院ク）           | 野坂昭如                 | 退職（衆院選立候補による自動失職）                 |
| 1984年（昭和59年）9月  | 石井道子                 | 1983年参院選             | 比例（自民）             | 竹内潔                   | 死去                                               |
| 1986年（昭和61年）6月  | 寺内弘子                 | 1983年参院選             | 比例（自民）             | 藤井裕久                 | 辞職（衆院選立候補準備）                           |
| 1986年（昭和61年）7月  | 第14回参議院議員通常選挙 | 第14回参議院議員通常選挙 | 第14回参議院議員通常選挙 | 第14回参議院議員通常選挙 | 第14回参議院議員通常選挙                           |
| 1989年（平成元年）6月  | いずみたく               | 1986年参院選             | 比例（二院ク）           | 青島幸男                 | 辞職                                               |
| 1990年（平成2年）2月   | 針生雄吉                 | 1986年参院選             | 比例（公明）             | 塩出啓典                 | 退職（衆院選立候補による自動失職）                 |
| 1990年（平成2年）10月  | 山口光一                 | 1986年参院選             | 比例（自民）             | 宮田輝                   | 死去                                               |
| 1992年（平成4年）5月   | 山田俊昭                 | 1986年参院選             | 比例（二院ク）           | いずみたく               | 死去                                               |
| 1989年（平成元年）7月  | 第15回参議院議員通常選挙 | 第15回参議院議員通常選挙 | 第15回参議院議員通常選挙 | 第15回参議院議員通常選挙 | 第15回参議院議員通常選挙                           |
| 1990年（平成2年）3月   | 星野朋市                 | 1989年参院選             | 比例（税金党）           | 横溝克己                 | 死去                                               |
| 1992年（平成4年）7月   | 第16回参議院議員通常選挙 | 第16回参議院議員通常選挙 | 第16回参議院議員通常選挙 | 第16回参議院議員通常選挙 | 第16回参議院議員通常選挙                           |
| 1993年（平成5年）6月   | 宮崎秀樹                 | 1992年参院選             | 比例（自民）             | 藤江弘一                 | 死去                                               |
| 1993年（平成5年）8月   | 小島慶三                 | 1992年参院選             | 比例（日本新）           | 細川護熙                 | 退職（衆院選立候補による自動失職）                 |
| 1993年（平成5年）8月   | 円より子                 | 1992年参院選             | 比例（日本新）           | 小池百合子               | 退職（衆院選立候補による自動失職）                 |
| 1993年（平成5年）8月   | 扇千景                   | 1989年参院選             | 比例（自民）             | 山岡賢次                 | 退職（衆院選立候補による自動失職）                 |
| 1994年（平成6年）3月   | 増岡康治                 | 1989年参院選             | 比例（自民）             | 石川弘                   | 辞職（石川県知事選立候補準備）                     |
| 1994年（平成6年）8月   | 萱野茂                   | 1992年参院選             | 比例（社会）             | 松本英一                 | 死去                                               |
| 1995年（平成7年）4月   | 山田俊昭                 | 1992年参院選             | 比例（二院ク）           | 青島幸男                 | 退職（東京都知事選立候補による自動失職）           |
| 1995年（平成7年）7月   | 第17回参議院議員通常選挙 | 第17回参議院議員通常選挙 | 第17回参議院議員通常選挙 | 第17回参議院議員通常選挙 | 第17回参議院議員通常選挙                           |
| 1995年（平成7年）9月   | 山東昭子                 | 1992年参院選             | 比例（自民）             | 田辺哲夫                 | 死去                                               |
| 1996年（平成8年）11月  | 嶋崎均                   | 1992年参院選             | 比例（自民）             | 山東昭子                 | 退職（衆院選立候補による自動失職）                 |
| 1997年（平成9年）5月   | 長尾立子                 | 1992年参院選             | 比例（自民）             | 嶋崎均                   | 死去                                               |
| 1998年（平成10年）6月  | 松崎俊久                 | 1995年参院選             | 比例（新進）             | 木暮山人                 | 死去                                               |
| 1998年（平成10年）7月  | 第18回参議院議員通常選挙 | 第18回参議院議員通常選挙 | 第18回参議院議員通常選挙 | 第18回参議院議員通常選挙 | 第18回参議院議員通常選挙                           |
| 1998年（平成10年）9月  | 谷林正昭                 | 1998年参院選             | 富山                     | 永田良雄                 | 死去                                               |
| 1999年（平成11年）10月 | 中島啓雄                 | 1995年参院選             | 比例（自民）             | 石川弘                   | 死去                                               |
| 2000年（平成12年）10月 | 清水達雄                 | 1998年参院選             | 比例（自民）             | 岡利定                   | 死去                                               |
| 2001年（平成13年）1月  | 大門実紀史               | 1998年参院選             | 比例（共産）             | 立木洋                   | 辞職（体調不良）                                   |
| 2001年（平成13年）2月  | 柳川覚治                 | 1995年参院選             | 比例（自民）             | 小山孝雄                 | 辞職（KSD事件引責）                                |
| 2001年（平成13年）3月  | 宮崎秀樹                 | 1998年参院選             | 比例（自民）             | 村上正邦                 | 辞職（KSD事件引責）                                |
| 2001年（平成13年）3月  | 黒岩秩子                 | 1995年参院選             | 比例（さきがけ）         | 堂本暁子                 | 退職（千葉県知事選立候補による自動失職）           |
| 2001年（平成13年）6月  | 金石清禅                 | 1995年参院選             | 比例（新進）             | 友部達夫                 | 退職（オレンジ共済事件により実刑確定、公民権喪失） |
| 2001年（平成13年）7月  | 第19回参議院議員通常選挙 | 第19回参議院議員通常選挙 | 第19回参議院議員通常選挙 | 第19回参議院議員通常選挙 | 第19回参議院議員通常選挙                           |
| 2001年（平成13年）10月 | 中島啓雄                 | 2001年参院選             | 比例（自民）             | 高祖憲治                 | 辞職（選挙違反引責）                               |
| 2002年（平成14年）2月  | ツルネン・マルテイ       | 2001年参院選             | 比例（民主）             | 大橋巨泉                 | 辞職                                               |
| 2002年（平成14年）9月  | 信田邦雄                 | 1998年参院選             | 比例（民主）             | 今井澄                   | 死去                                               |
| 2003年（平成15年）4月  | 田英夫                   | 2001年参院選             | 比例（社民）             | 田嶋陽子                 | 退職（神奈川県知事選立候補による自動失職）         |
| 2003年（平成15年）4月  | 中島章夫                 | 1998年参院選             | 比例（民主）             | 小宮山洋子               | 退職（衆院東京6区補選立候補による自動失職）        |
| 2003年（平成15年）7月  | 小林美恵子               | 2001年参院選             | 比例（共産）             | 筆坂秀世                 | 辞職                                               |
| 2003年（平成15年）8月  | 千葉国男                 | 1998年参院選             | 比例（公明）             | 沢たまき                 | 死去                                               |
| 2003年（平成15年）11月 | 藤野公孝                 | 2001年参院選             | 比例（自民）             | 近藤剛                   | 辞職（日本道路公団総裁就任）                       |
| 2004年（平成16年）1月  | 樋口俊一                 | 1998年参院選             | 比例（民主）             | 江本孟紀                 | 退職（大阪府知事選立候補による自動失職）           |
| 2004年（平成16年）7月  | 第20回参議院議員通常選挙 | 第20回参議院議員通常選挙 | 第20回参議院議員通常選挙 | 第20回参議院議員通常選挙 | 第20回参議院議員通常選挙                           |
| 2006年（平成18年）9月  | 神取忍                   | 2004年参院選             | 比例（自民）             | 竹中平蔵                 | 辞職                                               |
| 2007年（平成19年）7月  | 第21回参議院議員通常選挙 | 第21回参議院議員通常選挙 | 第21回参議院議員通常選挙 | 第21回参議院議員通常選挙 | 第21回参議院議員通常選挙                           |
| 2007年（平成19年）9月  | 松あきら                 | 2007年参院選             | 神奈川                   | 小林温                   | 辞職（選挙違反引責）                               |
| 2007年（平成19年）12月 | 大石尚子                 | 2007年参院選             | 比例（民主）             | 山本孝史                 | 死去                                               |
| 2008年（平成20年）9月  | 草川昭三                 | 2007年参院選             | 比例（公明）             | 遠山清彦                 | 辞職（衆院選立候補準備）                           |
| 2009年（平成21年）8月  | 広野允士                 | 2007年参院選             | 比例（民主）             | 青木愛                   | 退職（衆院選立候補による自動失職）                 |
| 2009年（平成21年）8月  | 平山誠                   | 2007年参院選             | 比例（新党日本）         | 田中康夫                 | 退職（衆院選立候補による自動失職）                 |
| 2010年（平成22年）7月  | 第22回参議院議員通常選挙 | 第22回参議院議員通常選挙 | 第22回参議院議員通常選挙 | 第22回参議院議員通常選挙 | 第22回参議院議員通常選挙                           |
| 2011年（平成23年）11月 | はたともこ               | 2007年参院選             | 比例（民主）             | 西岡武夫                 | 死去                                               |
| 2012年（平成24年）1月  | 玉置一弥                 | 2007年参院選             | 比例（民主）             | 大石尚子                 | 死去                                               |
| 2012年（平成24年）12月 | 樽井良和                 | 2007年参院選             | 比例（民主）             | 今野東                   | 退職（衆院選立候補による自動失職）                 |
| 2012年（平成24年）12月 | 武見敬三                 | 2007年参院選             | 比例（自民）             | 義家弘介                 | 辞職（衆院選立候補準備）                           |
| 2012年（平成24年）12月 | 真山勇一                 | 2010年参院選             | 比例（みんな）           | 上野宏史                 | 退職（他党から衆院選立候補による自動失職）         |
| 2012年（平成24年）12月 | 藤巻幸夫                 | 2010年参院選             | 比例（みんな）           | 小熊慎司                 | 退職（他党から衆院選立候補による自動失職）         |
| 2012年（平成24年）12月 | 山田太郎                 | 2010年参院選             | 比例（みんな）           | 桜内文城                 | 退職（他党から衆院選立候補による自動失職）         |
| 2013年（平成25年）5月  | 尾辻かな子               | 2007年参院選             | 比例（民主）             | 室井邦彦                 | 辞職（他党から参院選立候補準備）                   |
| 2013年（平成25年）6月  | 山村明嗣                 | 2007年参院選             | 比例（民主）             | 大江康弘                 | 辞職（他党から参院選立候補準備）                   |
| 2013年（平成25年）7月  | 第23回参議院議員通常選挙 | 第23回参議院議員通常選挙 | 第23回参議院議員通常選挙 | 第23回参議院議員通常選挙 | 第23回参議院議員通常選挙                           |
| 2013年（平成25年）8月  | 堀内恒夫                 | 2010年参院選             | 比例（自民）             | 中村博彦                 | 死去                                               |
| 2014年（平成26年）3月  | 田中茂                   | 2010年参院選             | 比例（みんな）           | 藤巻幸夫                 | 死去                                               |
| 2014年（平成26年）12月 | 阿達雅志                 | 2010年参院選             | 比例（自民）             | 佐藤ゆかり               | 辞職（衆院選立候補準備）                           |
| 2016年（平成28年）7月  | 第24回参議院議員通常選挙 | 第24回参議院議員通常選挙 | 第24回参議院議員通常選挙 | 第24回参議院議員通常選挙 | 第24回参議院議員通常選挙                           |
| 2017年（平成29年）10月 | 竹内真二                 | 2016年参院選             | 比例（公明）             | 長沢広明                 | 辞職                                               |
| 2019年（令和元年）7月  | 第25回参議院議員通常選挙 | 第25回参議院議員通常選挙 | 第25回参議院議員通常選挙 | 第25回参議院議員通常選挙 | 第25回参議院議員通常選挙                           |
| 2019年（令和元年）10月 | 浜田聡                   | 2019年参院選             | 比例（N国）              | 立花孝志                 | 退職（埼玉選挙区補選立候補による自動失職）         |
| 2021年（令和3年）10月  | 比嘉奈津美               | 2019年参院選             | 比例（自民）             | 北村経夫                 | 退職（山口選挙区補選立候補による自動失職）         |
| 2021年（令和3年）10月  | 竹内功                   | 2016年参院選             | 比例（自民）             | 髙階恵美子               | 退職（衆院選立候補による自動失職）                 |
| 2022年（令和4年）4月   | 中田宏                   | 2019年参院選             | 比例（自民）             | 宮本周司                 | 退職（石川選挙区補選立候補による自動失職）         |
| 2022年（令和4年）6月   | 田城郁                   | 2016年参院選             | 比例（民進）             | 藤末健三                 | 辞職（他党から参院選立候補準備）                   |
| 2022年（令和4年）7月   | 第26回参議院議員通常選挙 | 第26回参議院議員通常選挙 | 第26回参議院議員通常選挙 | 第26回参議院議員通常選挙 | 第26回参議院議員通常選挙                           |
| 2022年（令和4年）10月  | 宮崎勝                   | 2022年参院選             | 比例（公明）             | 熊野正士                 | 辞職                                               |
| 2023年（令和5年）1月   | 田中昌史                 | 2019年参院選             | 比例（自民）             | 三木亨                   | 辞職（徳島県知事選立候補準備）                     |
| 2023年（令和5年）1月   | 大島九州男               | 2022年参院選             | 比例（れ新）             | 水道橋博士               | 辞職（体調不良）                                   |
| 2023年（令和5年）3月   | 齊藤健一郎               | 2022年参院選             | 比例（N党）              | ガーシー                 | 除名（参議院除名）                                 |
| 2023年（令和5年）4月   | 大椿裕子                 | 2019年参院選             | 比例（社民）             | 吉田忠智                 | 辞職（大分選挙区補選立候補準備）                   |
| 2024年（令和6年）1月   | 藤巻健史                 | 2019年参院選             | 比例（維新）             | 室井邦彦                 | 死去                                               |
| 2024年（令和6年）4月   | 市井紗耶香               | 2019年参院選             | 比例（立憲）             | 須藤元気                 | 退職（衆院東京15区補選立候補による自動失職）       |
| 2024年（令和6年）5月   | 奥村政佳                 | 2019年参院選             | 比例（立憲）             | 市井紗耶香               | 辞職                                               |
| 2024年（令和6年）10月  | 髙橋次郎                 | 2019年参院選             | 比例（公明）             | 山本香苗                 | 退職（衆院選立候補による自動失職）                 |
| 2024年（令和6年）10月  | 山口和之                 | 2019年参院選             | 比例（維新）             | 梅村聡                   | 退職（衆院選立候補による自動失職）                 |
| 2024年（令和6年）10月  | 大門実紀史               | 2022年参院選             | 比例（共産）             | 田村智子                 | 退職（衆院選立候補による自動失職）                 |
| 2025年（令和7年）1月   | 小川克巳                 | 2022年参院選             | 比例（自民）             | 足立敏之                 | 死去                                               |
| 2025年（令和7年）7月   | 桑原久美子               | 2019年参院選             | 比例（維新）             | 鈴木宗男                 | 辞職（他党から参院選立候補準備）                   |
| 2025年（令和7年）7月   | 第27回参議院議員通常選挙 | 第27回参議院議員通常選挙 | 第27回参議院議員通常選挙 | 第27回参議院議員通常選挙 | 第27回参議院議員通常選挙                           |